# 染色质免疫沉淀

ChIP-测序工作流程

染色质免疫沉淀（英語：Chromatin Immunoprecipitation，简称为ChIP）被用来研究细胞内DNA与蛋白质相互作用，具体来说就是确定特定蛋白（如转录因子）是否结合特定基因组区域（如启动子或其它DNA结合位点）——可能定义顺反组。ChIP还被用来确定基因组上与组蛋白修饰相关的特定位点（即组蛋白修饰酶类的标靶）。
此方法的简要过程是：细胞裂解液里的蛋白和相关染色质暂时结合；染色质(DNA)-蛋白复合物被剪切，与所研究蛋白相关的DNA片断被选择性免疫沉淀；相关DNA片断被纯化，顺序被测定。一般认为这些DNA顺序在活体内与所研究蛋白结合。

## 染色质免疫沉淀种类
通常使用的染色質免疫沈澱法主要根據第一步對染色質的處理方式不同，而分為交联染色质免疫沉淀(XChIP) 與自然染色质免疫沉淀(NChIP) 兩種。 XChIP 使用化學物質交聯染色質後使用超聲波破碎，而 NChIP 使用micrococcal核酸酶剪切。

### 交联染色质免疫沉淀(XChIP)
交聯法主要用於定位染色質上面附著的轉錄因子等蛋白。交聯法的原料是可逆交聯處理後的染色質。可逆交聯處理這一步通常使用的是甲醛或紫外光照射。由於經過了交聯處理，最後亦多出解除交聯狀態的一步。交聯法通常直接使用超聲波破碎，獲得約 300-1000 鹼基對長度的 DNA 鏈。

### 自然染色质免疫沉淀(NChIP)
自然法的主要應用是用於定位組織蛋白修飾所影響的 DNA 的位置。與交聯法不同，自然法的原料是未經處理的染色質。為了將染色質分離，需要使用 micrococcal 核酸酶用於分離消化染色質以獲得單個核小體。此種方法將會完全分解核小體間的連接 DNA 並產生長度為 1-5 個不等核小體的片段。